# D 180 (Türkei)
Die Straße D 180 (Devlet yolu 180) ist eine 297 km lange Straße im Norden der Türkei. Sie beginnt rund 20 km südlich von Çankırıan der D 765 und führt generell nach Osten bis Tokat, wo sie an der D 850 endet.

## Verlauf
Die Straße führt zunächst nördlich des Flusses Kızılırmak nach Osten, biegt südlich von İskilip nach Südosten ab und überquert den Kızılırmak. Sie führt weiter nach Osten in die Provinzhauptstadt Çorum und von dort über Mecitözü in Richtung Amasya, das in einigem Abstand südlich passiert wird. Die Straße verläuft über Ezinepazarı und weiter nach Süden nach Turhal, wo sie auf die D 190 trifft, und folgt dem Fluss Yeşilırmak bis in die Provinzhauptstadt Tokat, wo sie an der D 850 endet.